# Damian Zborowski
Damian Zborowski (ur. 20 czerwca 1988) – polski siatkarz, grający na pozycji atakującego. Od sezonu 2018/2019 występuje w drużynie MKS Andrychów.

## Sukcesy klubowe
Mistrzostwo I ligi:
- 2012

Mistrzostwo II ligi:
- 2018
- 2017